# Tutti in campo con Lotti/Tu con noi
Tutti in campo con Lotti/Tu con noi è il singolo discografico di debutto di Manuel De Peppe, pubblicato nel 1988 e distribuito da C.G.D. Messaggerie Musicali S.p.A.

## I brani
Tutti in campo con Lotti è una canzone scritta da Alessandra Valeri Manera su musica e arrangiamento di Enzo Draghi. La canzone è stata utilizzata come sigla italiana per l'anime Ashita tenki ni naare il cui titolo italiano è lo stesso della sigla. Nel 2012 l'autore ha pubblicato una versione della base nuovamente risuonata e nel 2017 ha ricantato e pubblicato la sua versione della canzone all'interno dell'album Le mitiche sigle TV.
Sul lato B, la canzone Tu con noi. Il brano è un rifacimento della canzone Flash Flash Gordon, seconda sigla del cartone animato The New Adventures of Flash Gordon, quando questa fu trasmessa su Rete 4 dal 1986 ma, mai pubblicata su alcun supporto discografico. Nel 1989 fu ricantata con un testo diverso e utilizzata per la messa in onda del cartone animato Flash Gordon sui circuiti regionali di Italia 7.
Il 45 giri ottenne un ottimo successo di vendite.

## Tracce
- 45 giri: FM 13186

Lato A
Edizioni musicali Canale 5 Music.
1. Tutti in campo con Lotti – 2:40 (testo: Alessandra Valeri Manera – musica: Enzo Draghi)

Lato B
Edizioni musicali Canale 5 Music.
1. Tu con noi – 3:50 (testo: Alessandra Valeri Manera – musica: Augusto Martelli)

## Produzione
- Alessandra Valeri Manera – Produzione
- Direzione Creativa e Coordinamento Immagine Mediaset – Grafica

## Produzione e formazione dei brani

### Tutti in campo con lotti
- Enzo Draghi – Produzione e arrangiamento, tastiera, chitarre, piano e programmazione
- Walter Biondi – Registrazione e missaggio al Mondial Sound Studio, Milano
- Maurizio Anesa – Basso
- Walter Scebran – Batteria
- I Piccoli Cantori di Milano – Cori
- Niny Comolli – Direzione coro
- Laura Marcora – Direzione coro
- Paola Orlandi – Cori aggiuntivi

### Tu con noi
- Augusto Martelli – Produzione, arrangiamento, batteria elettronica, tastiere, basso synth
- Tonino Paolillo – Registrazione e missaggio al Mondial Sound Studio, Milano

## Cover
Nel 2020 Stefano Bersola esegue una cover di Tutti in campo con Lotti, in duetto con Manuel De Peppe. Per l'occasione la canzone viene risuonata e arrangiata dallo stesso Manuel.

### Tracce
Testi di Alessandra Valeri Manera, musiche di Enzo Draghi.
1. Tutti in campo con Lotti – 3:01
2. Tutti in campo con Lotti (base musicale) – 3:01

### Formazione e produzione
- Stefano Bersola – Voce, cori
- Manuel De Peppe – Voce, cori, produzione, programmazione, arrangiamento, batteria, piano, tastiere, basso, virtual guitar, registrazioni e missaggio presso Subway Studio, NY, USA
- Filippo Passamonti – Mastering
- Alessandra Cioni – Design dell'artista
- Roberta Fiocchi – Grafica

## Pubblicazioni all'interno di album e raccolte
Tutti in campo con Lotti è stata pubblicata alcune volte in diverse compilation o raccolte di Cristina D'Avena mentre, Tu con noi ha avuto solo due pubblicazioni.
| Anno | Album e singoli                                | Titolo                   | Versione                  |
| ---- | ---------------------------------------------- | ------------------------ | ------------------------- |
| 1988 | Cristina D'Avena e i tuoi amici in TV 2        | Tutti in campo con lotti | Versione originale        |
| 1989 | Supercampioni                                  | Tutti in campo con lotti | Versione originale        |
| 1989 | Supercampioni                                  | Tu con noi               | Versione originale        |
| 1999 | Siamo tutti campioni                           | Tutti in campo con lotti | Versione originale        |
| 2011 | Super campioni                                 | Tutti in campo con lotti | Versione originale        |
| 2011 | Super campioni                                 | Tu con noi               | Versione originale        |
| 2012 | Karaoke sigle e cartoni TV - Volume 1          | Tutti in campo con lotti | Cover della base musicale |
| 2012 | Cartoons TV Hits Karaoke Collection            | Tutti in campo con lotti | Cover della base musicale |
| 2019 | Cristina D'Avena e i tuoi amici in TV Reloaded | Tutti in campo con lotti | Versione originale        |
| 2020 | Tutti in campo con Lotti                       | Tutti in campo con lotti | Versione 2020             |